# Alexandr Malcev
Alexandr Nikolajevič Malcev (rusky Александр Николаевич Мальцев) (* 20. dubna 1949) je bývalý ruský hokejový útočník, který nastupoval v sovětské reprezentaci. Patří k nejúspěšnějším sovětským hokejistům historie a je členem Síně slávy Mezinárodní hokejové federace.

## Kariéra

### Klubová kariéra
S hokejem začínal v rodném Kirovo-Čepecku, poté přestoupil do Dynama Moskva, za které hrával sovětské lize v letech 1967 až 1984. V soutěži patřil k nejlepším útočníkům, za svou kariéru vstřelil 339 branek v 530 utkáních. Sbíral individuální ocenění, nikdy však nevybojoval sovětský mistrovský titul, neboť v lize tou dobou kraloval CSKA Moskva.

### Reprezentace
Za sovětskou reprezentaci hrál patnáct sezón, od roku 1969 do roku 1983. Téměř pravidelně se účastnil turnajů mistrovství světa, odkud si devětkrát odvezl zlatou medaili. Třikrát se stal nejproduktivnějším hráčem mistrovství světa a čtyřikrát byl zvolen do All-star týmu. Je druhým nejlepším střelcem historie mistrovství světa (77 branek). Je také dvojnásobným olympijským vítězem ze Sappora 1972 a Innsbrucku 1976. Velkou porážku zažil v roce 1980, když na Zimní olympiádě v Lake Placid jeho tým podlehl americké reprezentaci 3:4 a získal nečekaně až stříbrné medaile.
S 213 reprezentačními góly je Alexandr Malcev sovětským rekordmanem.

## Úspěchy a ocenění
Týmové
- mistr světa v letech 1969, 1970, 1971, 1973, 1974, 1975, 1978, 1981 a 1983, stříbro z let 1972 a 1976, bronz v roce 1977
- olympijský vítěz z let 1972, 1976, stříbrná medaile ze ZOH 1972
- vítěz Kanadského poháru 1981

Individuální
- člen All-star týmu sovětské ligy v letech 1970, 1971, 1972, 1978, 1980 a 1981
- vítěz kanadského bodování sovětské ligy 1970/1971
- nejlepší hráč sovětské ligy 1971/1972 (spolu s Valerijem Charlamovem)
- nejlepší útočník mistrovství světa 1970, 1972 a 1981
- vítěz kanadského bodování mistrovství světa 1970 a 1972
- člen All-Star týmu mistrovství světa 1970, 1971, 1972 a 1981
- člen All-Star týmu Kanadského poháru 1976
- člen Ruské a sovětské hokejové síně slávy
- člen Síně slávy Mezinárodní hokejové federace od roku 1999
- je držitel několika státních vyznamenání Sovětského svazu